# Ton nom
"Ton nom" ("O teu nome") foi a canção que representou a Bélgica no Festival Eurovisão da Canção 1962 que se desenrolou em 18 de março de 1962.
A referida canção foi interpretada em francês por Fud Leclerc. Foi a segunda canção a ser interpretada na noite do festival, a seguir à canção da Finlândia "Tipi-tii", cantada por Marion Rung e antes da canção da Espanha "Llámame", interpretada por Victor Balaguer. Foi uma das quatro canções deste festival que não tiveram qualquer ponto, classificando empatadas 13.º lugar., foram as canções da Espanha Llámame por Victor Balaguer, a da Áustria "Nur in der Wiener Luft" por Eleonore Schwarz Bélgica "Tom nom" por Fud Leclerce dos Países Baixos com "Katinka pelos De Spelbrekers. Talvez devido ao mau resultado, esta canção nunca foi gravada.
No ano seguinte, em Festival Eurovisão da Canção 1963, a Bélgica foi representada por Jacques Raymond que interpretou a canção "Waarom?".

## Autores
- Letrista: Tony Golan
- Compositor: Eric Channe
- Orquestrador: Henri Segers

## Letra
A canção é uma balada, com cânticos Leclerc que ele e sua amante não precisam de romances complicados.